# Procione (astronomia)
Procione (α CMi / α Canis Minoris / Alfa Canis Minoris) è la stella più brillante della costellazione del Cane Minore. A occhio nudo appare come una stella singola, l'ottava più brillante dell'intera volta celeste con una magnitudine apparente di +0,34. In realtà si tratta di un sistema binario composto da una stella bianco-gialla di classe spettrale F5IV-V, chiamata Procione A, e da una debole nana bianca, chiamata Procione B. Le due componenti del sistema orbitano intorno al comune centro di massa con un periodo di poco più di 40 anni. L'elevata luminosità apparente di Procione non è dovuta tanto alla sua brillantezza intrinseca (è circa 7 volte più luminosa del Sole) quanto alla sua vicinanza alla Terra: la sua distanza di 11,4 al dal nostro pianeta ne fa una tra le stelle più vicine a noi. L'età del sistema è valutata in due miliardi e mezzo di anni circa.
Procione forma uno dei tre vertici del Triangolo invernale, assieme a Sirio e a Betelgeuse.

## Osservazione

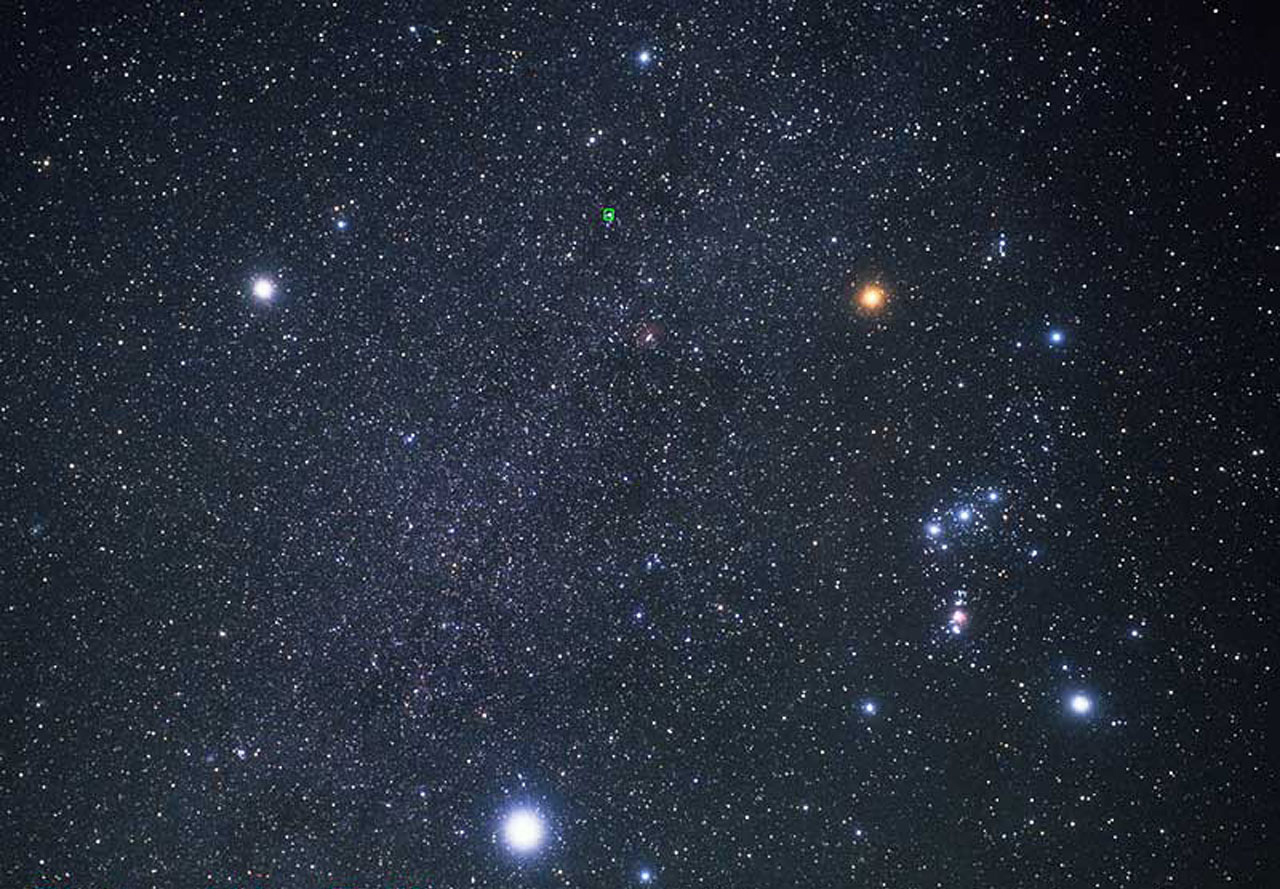
L'asterismo del Triangolo invernale; le stelle costituenti sono, a partire dal basso in senso orario: Sirio (α CMa), Procione e Betelgeuse.

Procione è l'ottava stella più luminosa del cielo notturno con una magnitudine apparente di +0,34. Data la sua grande brillantezza è facilmente individuabile al centro della piccola costellazione del Cane Minore. Procione è posta circa 26° a est di Betelgeuse e circa 26° a nord-est di Sirio. Inoltre Sirio è posta circa 27° a sud-est di Betelgeuse. Le tre stelle quindi formano un triangolo quasi equilatero, di cui Sirio occupa il vertice meridionale, Betelgeuse il vertice nord-occidentale e Procione quello nord-orientale. L'asterismo formato da queste tre luminose stelle è stato chiamato Triangolo invernale, dato che la sua osservazione è particolarmente indicata durante l'inverno boreale. Viene contrapposto al Triangolo estivo, formato da Altair, Deneb e Vega, che è invece osservabile durante l'estate boreale.
Possedendo una declinazione di +5° 13', Procione è una stella dell'emisfero boreale ma è abbastanza vicina all'equatore celeste da risultare osservabile da tutte le aree della Terra, ad eccezione della parte più interna del continente antartico; a nord invece la stella appare circumpolare ben oltre il circolo polare artico.
Tra le stelle di prima magnitudine, Procione è quella più vicina all'equatore celeste. È seguita da Betelgeuse, che ha declinazione +7° 24' e da Rigel, che ha declinazione −8° 12'.
Come si è detto, è un astro caratteristico dei cieli invernali e primaverili: si osserva senza difficoltà nei mesi compresi fra gennaio e maggio poco ad est della scia luminosa della Via Lattea invernale. L'astro inizia ad essere visibile nelle notti di fine novembre verso la tarda sera in direzione est, mentre diventa pian piano dominante nelle sere dell'inverno, quando si presenta pure piuttosto alto sopra l'orizzonte, specie dall'emisfero boreale; durante il mese di marzo raggiunge il suo culmine alle 22:00 e col procedere della primavera si osserva sempre più ad ovest, finché a fine giugno è possibile osservarlo solo poco dopo il tramonto. Verso la fine dell'estate ricompare ad est poco prima dell'alba.
Procione ha un elevato moto proprio: ogni anno si muove poco più di 1,2 secondi d'arco sulla volta celeste. Tale moto apparente non è tanto dovuto alla velocità intrinseca della stella, quanto alla sua relativa vicinanza al sistema solare. Si tratta comunque di uno spostamento inferiore rispetto a quello di altre stelle vicine. Per confronto, la stella con più alto moto proprio, la stella di Barnard, si muove di circa 10 secondi d'arco all'anno.
A causa della precessione degli equinozi, la declinazione della stella sta lentamente diminuendo; fra alcune migliaia di anni si troverà nell'emisfero australe.

## Storia delle osservazioni

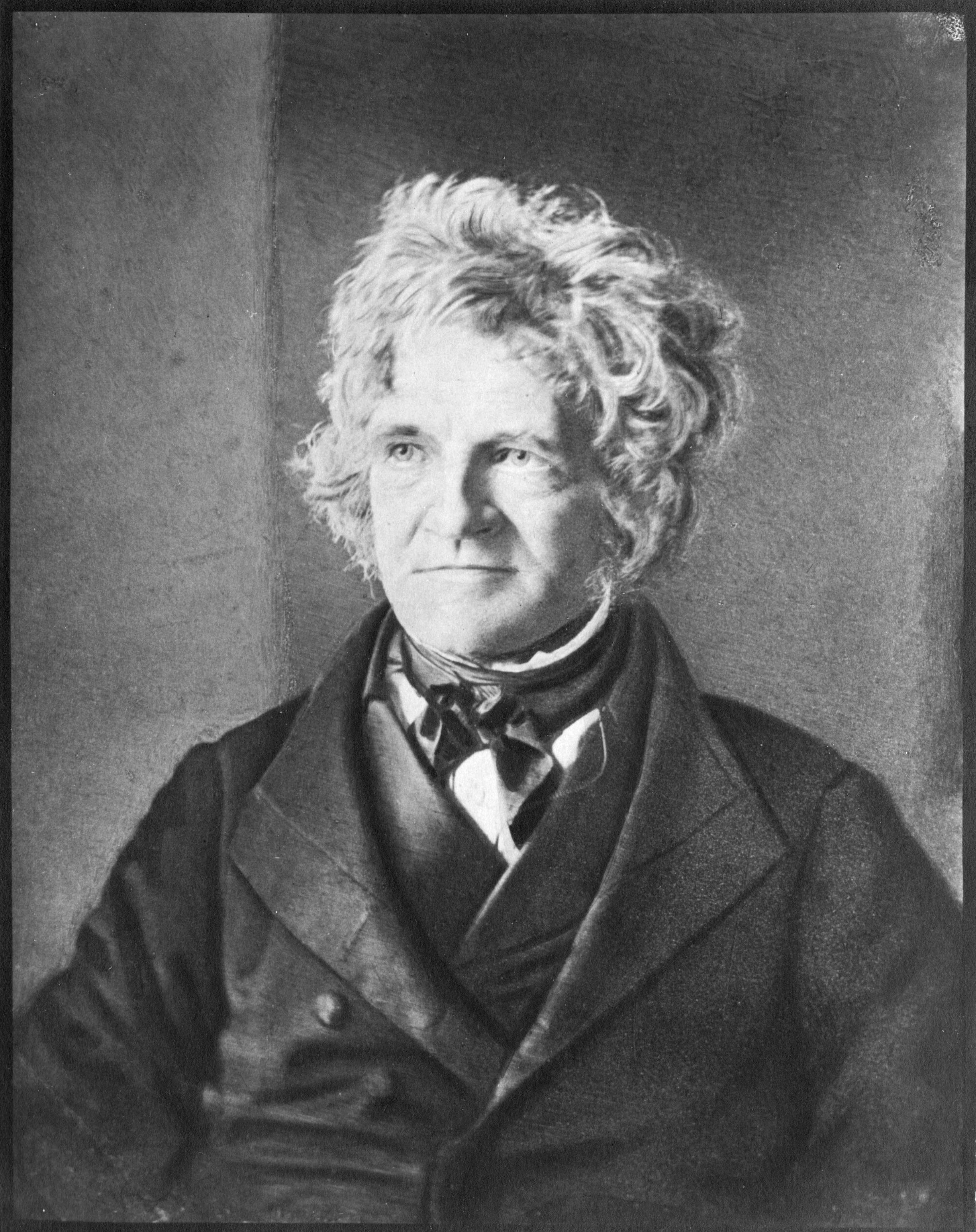
Friedrich Wilhelm Bessel in un dagherrotipo del 1843

Nota sin dall'antichità, gli antichi egizi ne calcolavano l'ascesa per prevedere le esondazioni del fiume Nilo. Abbiamo testimonianze di Procione anche nei secoli successivi: viene distintamente menzionata da un poeta greco, Arato di Soli, circa nel 270 a.C., oltre che da Claudio Tolomeo nel II secolo. La stella era conosciuta anche ai Latini e, di conseguenza, ai Romani, che la chiamavano Antecanis.
Nel XIV secolo l'astronomo greco-persiano Georgius Chrysococca trascrisse la stella con il nome di Siaer Siame, simile a quello attribuitole più tardi da Giovanni Riccioli di Siair Siami. Procione è presente anche nelle Tavole alfonsine del 1521 come Aschere, Aschemie o Algomeysa, in quelle del 1545 come Prochion e Algomeyla. Nel XV secolo, l'imperatore timuride e astronomo Uluğ Bek la inserisce nelle sue catalogazioni con il nome di Al Shi'ra al Shamiyyah, spesso abbreviato in Al Shamiyyah.
Nel 1844, tramite misurazioni astrometriche, per giustificare il particolare moto proprio della stella venne ipotizzata da Friedrich Bessel l'esistenza di un "corpo compagno" a lui invisibile, essendo il movimento dell'astro perturbato. Procione divenne così, dopo Sirio, la prima stella di cui venne scoperta la natura binaria. Arthur Auwers nel 1862 ne calcolò i parametri orbitali e teorizzò che il periodo di rivoluzione della stella compagna fosse di circa 40 anni. Procione B venne identificata visualmente per la prima volta solamente alla fine del XIX secolo da John Martin Schaeberle, divenendo così una delle prime nane bianche a venire scoperta nella storia, quando la osservò nella posizione prevista utilizzando il telescopio rifrattore 91,4 cm dell'Osservatorio Lick nel 1896.

## Ambiente galattico

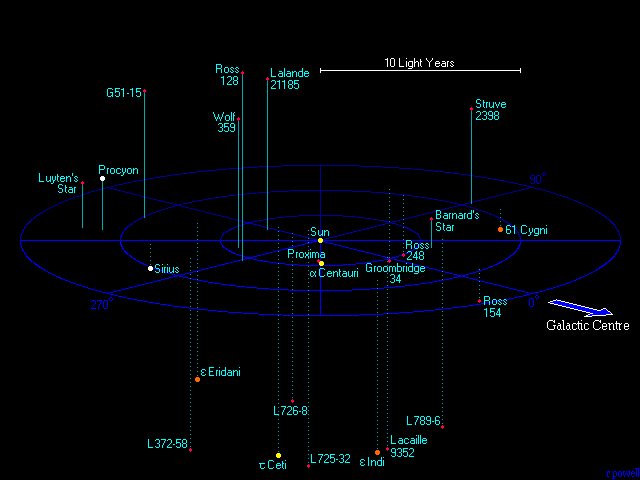
Mappa delle stelle entro un raggio di 12,5 anni luce dal Sole. Si apprezza la posizione di Procione rispetto al Sole, al piano galattico e al centro galattico.

La brillantezza apparente di Procione, più che alla sua luminosità intrinseca, si deve al fatto che si tratta di una stella relativamente vicina (dista infatti 11,4 anni luce dal Sole), per la precisione il 13º astro più vicino al sistema solare, il quarto se si considerano solo quelli visibili ad occhio nudo, dopo α Centauri, Sirio e ε Eridani. Trovandosi relativamente vicino al Sole, Procione ne condivide lo stesso ambiente galattico. Le sue coordinate galattiche sono 213,70° e 13,01°. Una longitudine galattica di circa 213° significa che la linea ideale che congiunge il Sole e Procione, se proiettata sul piano galattico, forma con la linea ideale che congiunge il Sole con il centro galattico un angolo di 213°; ciò implica che Procione è leggermente più lontana dal centro galattico di quanto non sia il Sole. Una latitudine galattica di circa 13° significa che Procione si trova poco più a nord rispetto al piano su cui sono posti il Sole e il centro galattico.
La stella più prossima a Procione, a 1,1 anni luce, è la Stella di Luyten, una debole nana rossa di magnitudine +9,89 e di classe spettrale M3,5 V. Avendo una luminosità che è solo 1% di quella solare. La Stella di Luyten, invisibile a occhio nudo dalla Terra, sarebbe piuttosto debole anche vista da Procione, nonostante la relativa vicinanza fra i due astri. A 4,6 anni luce da Procione si trova un altro debole sistema binario formato da due nane rosse, Ross 614; a 5 anni luce un'altra nana rossa, DX Cancri; infine a 5,2 anni luce da Procione si trova la luminosa Sirio.

## Caratteristiche fondamentali

### Il sistema e le sue difficoltà di studio
Il sistema di Procione è costituito da due componenti. La componente principale (Procione A o α Canis Minoris A) è una nana/subgigante giallo-bianca di classe spettrale F5 V-IV; la componente secondaria (Procione B o α Canis Minoris B) è una nana bianca. Se si riesce a determinare l'orbita percorsa dalle stelle che compongono un sistema binario, la loro massa può essere dedotta tramite le leggi di Keplero. Poiché dalla massa di una stella seguono altri parametri, lo studio ne risulta molto facilitato. Tuttavia, nonostante Procione sia un sistema relativamente vicino, la determinazione dell'orbita delle due componenti non è un compito facile per via della grande differenza di magnitudine apparente tra le due componenti e per la piccola separazione angolare tra di esse. In particolare, le due componenti hanno una differenza di luminosità che si aggira intorno alle 10 magnitudini (cioè Procione A è circa 10 000 volte più luminosa di Procione B) e hanno una separazione angolare al periastro pari a 2,23″ e all'afastro pari a 5″ (per confronto, la distanza angolare fra Sirio A e Sirio B è 8,04″ al periastro).

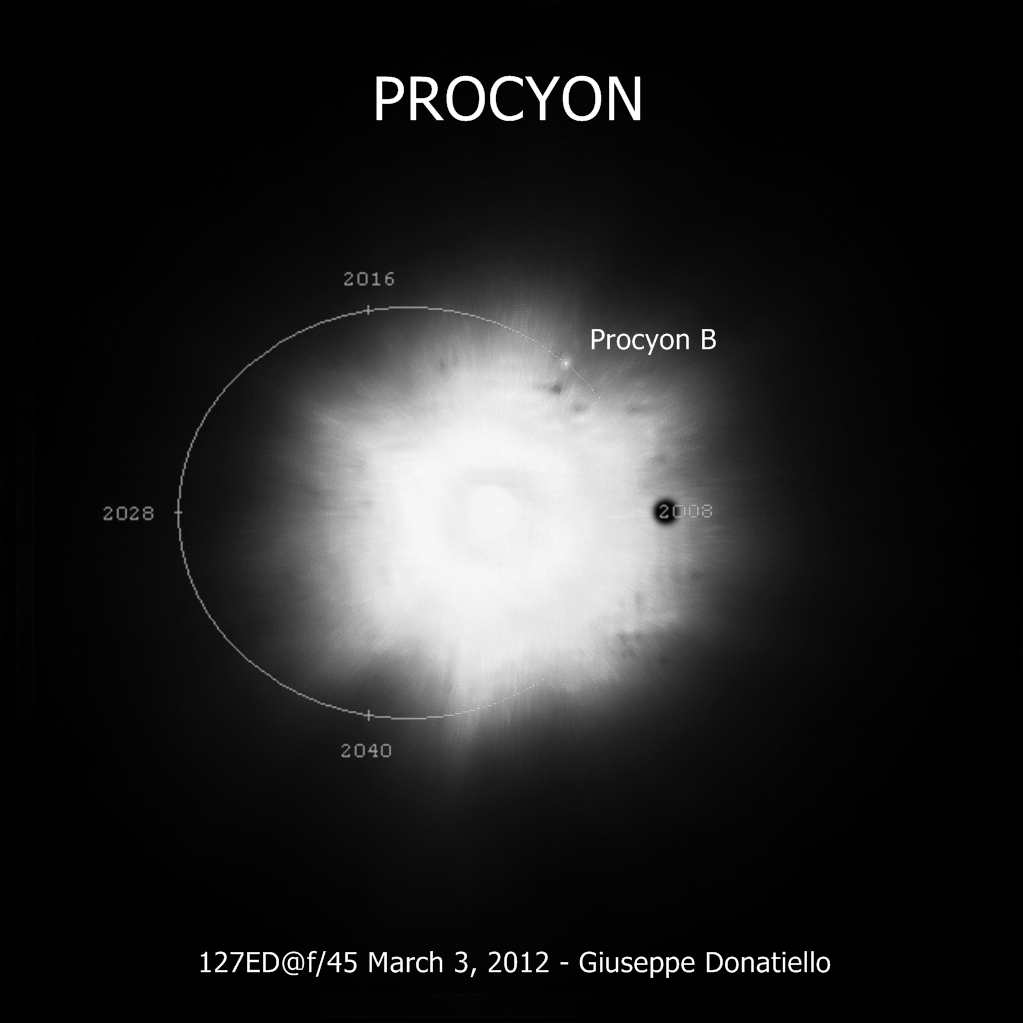
La coppia Procione A-B risolta nel 2012. È descritta l'orbita che Procione B avrebbe compiuto negli anni successivi.

Studi di stabilità orbitale hanno indagato i valori limite, in termini di massa e periodo orbitale, per la presenza di eventuali oggetti substellari, quali pianeti o nane brune, nei sistemi binari. È stato così determinato che eventuali pianeti potrebbero permanere in orbita attorno a Procione A (senza venir espulsi cioè dalle azioni gravitazioni dell'altra stella) se avessero al più un periodo di 3,7 anni, mentre un pianeta potrebbe orbitare stabilmente attorno a B se avesse un periodo di 2,8 anni al massimo. Tuttavia, rilevamenti astrometrici pur accurati condotti con un telescopio spaziale quale Hubble potrebbero non riuscire a identificare oggetti attorno ad A con massa pari a 5 volte quella di Giove o inferiore, e riuscirebbero a rilevare la presenza di un pianeta di 10 MJ solo se orbitasse ad almeno 1,5 UA di distanza dalla stella. Migliori risultati invece sono possibili per la nana bianca. In questo caso, è già possibile escludere che, in orbita attorno ad essa, siano preseniti pianeti di 5 masse gioviane o più con periodi superiori a 2 anni, e oggetti di 10 masse gioviane o più con periodi uguali o superiori a 0,5 anni.

### Orbita e masse
In epoca moderna, uno dei primi tentativi di determinare la massa delle due componenti si deve all'astronomo danese Kaj Strand (1951). Strand ha utilizzato per la determinazione dell'orbita circa 200 fotografie prese fra il 1915 e il 1949 dal rifrattore di 102 cm dell'Osservatorio Yerkes e dal rifrattore di 67 cm dell'Osservatorio McCormick. Per quanto riguarda Procione A, Strand ha calcolato un periodo orbitale di 40,65 anni, una eccentricità orbitale pari a 0,40, un semiasse maggiore di 1,217″ e una inclinazione dell'orbita rispetto al piano della nostra visuale di 35,7°. L'ascensione retta del nodo ascendente è inoltre stimata essere 104,3°. Per quanto riguarda Procione B, Strand ha calcolato invece un semiasse maggiore di 4,548", una inclinazione di 35,7° e un'ascensione retta di 284,3°. Sulla base di questi parametri e della parallasse, che Strand assumeva essere 0,287", si può dedurre una massa totale del sistema di 2,37 M⊙, mentre le masse individuali sono 1,74 M⊙ per Procione A e 0,63 M⊙ per Procione B.
Irwin e colleghi (1992) hanno integrato le osservazioni utilizzate da Strand con misurazioni delle velocità radiali determinate tramite il Dominion Astrophysical Observatory e il Canada–France–Hawaii Telescope. Questi nuovi dati hanno permesso di correggere in parte le stime di Strand (1951): il periodo orbitale è stimato da Irwin e colleghi (1991) essere 40,38 anni, il semiasse maggiore dell'orbita di Procione A essere 1,179″, l'eccentricità 0,365, l'inclinazione orbitale 31,9° e l'ascensione retta 104,8°. Questi nuovi parametri orbitali hanno portato a leggere correzioni nelle masse delle due componenti, calcolate essere rispettivamente 1,751±0,087 M⊙ e 0,622±0,023 M⊙.

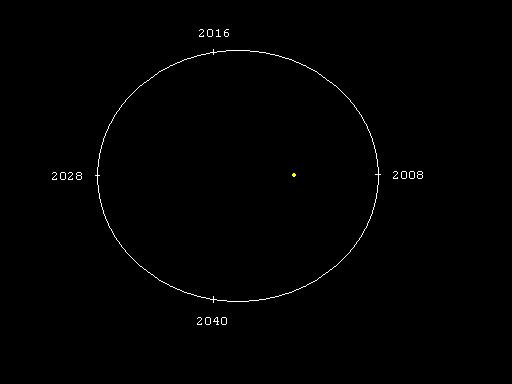
L'orbita di Procione B attorno a Procione A.

Guenther e Demarque (1993) hanno studiato le tracce evolutive sul diagramma H-R di stelle aventi metallicità simile a quella del Sole e masse pari 1,50 M⊙, 1,60 M⊙ e 1,75 M⊙. Nessuna delle tracce delle stelle aventi masse 1,60 e 1,75 M⊙ passava per l'attuale punto del diagramma H-R in cui si trova Procione A. Piuttosto le tracce che vi passano più vicino corrispondono a quelle di stelle aventi massa 1,50 M⊙ e un'età compresa fra 1,8 e 2,0 miliardi di anni, cioè alla fine della loro permanenza nella sequenza principale. Solo ammettendo una metallicità doppia rispetto a quella solare, la traccia di stelle di massa maggiore passa per la posizione di Procione A; ma la metallicità misurata di questo astro è molto più bassa di quanto sarebbe richiesto.
C'è di conseguenza una notevole discrepanza fra i valori della massa di Procione A calcolati da Strand (1951) e Irwin e colleghi (1992) e quello previsto sulla base dei modelli di evoluzione stellare. Il problema è stato risolto da Girard e colleghi (2000). Essi hanno preso in esame 266 fotografie della coppia A-B provenienti da sei osservatori differenti durante un periodo di 83 anni; inoltre al fine di determinare la separazione fra le due componenti hanno utilizzato le osservazioni della camera planetaria del telescopio spaziale Hubble. Per quanto riguarda l'orbita di Procione A, Girard e colleghi (2000) correggono leggermente le misurazioni precedenti: essi valutano un periodo di 40,82 anni, il semiasse maggiore 1,232″, l'eccentricità 0,407, l'inclinazione orbitale 31,1° e l'ascensione retta 97,3°. Inoltre correggono la parallasse in 283,2±1,5 mas. Queste correzioni non porterebbero a una stima molto differente della massa. Tuttavia gli autori valutano, sulla base delle osservazioni di Hubble, una separazione fra le due componenti di circa il 6% inferiore alle stime precedenti. Questo determina una stima inferiore delle masse. In particolare essi suppongono che il sistema abbia una massa totale di 2,099 M⊙, che Procione A abbia una massa di 1,497±0,037 M⊙ e Procione B una massa di 0,602±0,015 M⊙. Questo riconcilia la massa di Procione A stimata in base al moto orbitale e quella stimata da Guenther e Demarque (1993) sulla base della sua posizione nel diagramma H-R.
Girard e colleghi (2000) calcolano che la separazione media fra le due componenti sia 4,271 mas, che alla distanza stimata corrispondono a circa 14,9 au (2,23×109 km), poco meno della distanza che separa Urano dal Sole. Tuttavia l'elevata eccentricità dell'orbita porta le due stelle che formano il sistema a una distanza minima di 8,9 UA (circa 1,33 miliardi di km) e a una massima di 21 UA (circa 3,15 miliardi di km).
Gli studi successivi hanno sostanzialmente confermato le misurazioni di Girard e colleghi (2000) ponendo la massa di Procione A fra 1,4 e 1,5 M⊙. Per esempio, Allende Prieto e colleghi (2002) usano gli stessi parametri orbitali di Girard e colleghi (2000), ma correggono la loro parallasse con quella ricavata dalle osservazioni del satellite Hipparcos, che è 285,93±0,88. Il valore della massa ottenuto da Allende e colleghi (2002) dopo questa correzione è 1,42±0,06 M⊙. Nel 2006 Gatewood e Han, basandosi su nuove misure astrometriche correggono leggermente la parallasse di Hipparcos a 285,53±0,59 mas. Assumendo i valori dell'orbita di Girard e colleghi (2000), che sono risultati in accordo con le loro osservazioni, calcolano il valore delle masse essere 1,431±0,034 M⊙ per Procione A e 0,578±0,014 M⊙ per Procione B. Infine uno studio del 2015 che combina i dati di due decadi di osservazioni con quelle del telescopio spaziale Hubble riporta valori per A e B rispettivamente di 1,478±0,012 M⊙ e 0,592±0,006 M⊙.

### Procione A

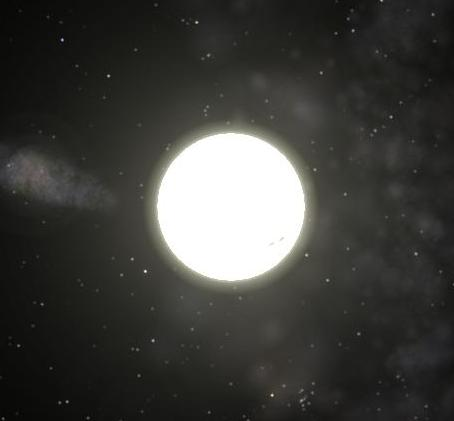
Rappresentazione artistica di Procione A.

#### Temperatura superficiale e raggio
Il valore della temperatura superficiale di Procione è conosciuto con margini di errore abbastanza bassi. Le temperature misurate variano fra 6500 e 6811 K. Una delle misure più adottate è quella di Allende Prieto e colleghi (2002), i quali stimano un valore di 6530±49 K. Il valore precedentemente calcolato da Fuhrmann e colleghi (1997) è quasi coincidente: 6531±90 K. Quello di Bedding e colleghi (1996) è molto vicino: 6500 K Più recentemente Soubiran e colleghi hanno indicato una temperatura di 6582±5, leggermente più alta rispetto agli studi precedenti. La temperatura superficiale di Procione è quindi circa 700 K più alta di quella del Sole e in ragione di ciò il suo colore tende maggiormente al bianco rispetto a quello del Sole, che è più vicino al giallo.
Essendo Procione una stella relativamente vicina, è possibile effettuare misure dirette del suo raggio mediante tecniche interferometriche. Come nel caso della temperatura, c'è un discreto accordo fra i vari studi volti a misurare il raggio di questa stella. Il primo tentativo di misura del raggio utilizzando queste tecniche è stato compiuto da Hanbury Brown e colleghi nel 1974 utilizzando il Narrabri Stellar Intensity Interferometer, presso Narrabri, nel Nuovo Galles del Sud. Essi hanno ottenuto un diametro angolare di 5,10±0,16 mas, che diventano 5,41±0,17 mas quando sia applicata una correzione dovuta all'oscuramento al bordo. Si sono poi succeduti altri tentativi, utilizzando strumenti più moderni. Mozurkewich e colleghi (1991) hanno utilizzato il complesso interferometrico dell'Osservatorio di Monte Wilson per misurare il diametro angolare di Procione: il valore ottenuto è stato di 5,51 mas, una volta che si sia preso in considerazione l'oscuramento dal bordo. Utilizzando il Navy Prototype Optical Interferometer installato presso Flagstaff in Arizona, Nordgren e colleghi (2001) hanno ottenuto una misura di 5,43±0,07 mas. Kervella e colleghi (2004) hanno utilizzato il Very Large Telescope, installato sul Cerro Paranal in Cile, e hanno ottenuto un diametro di 5,448±0,053 mas. Chiavassa e colleghi (2012) hanno utilizzato l'i nterferometro stellare Mark III installato presso il Monte Wilson e l'interferometro del Very Large Telescope, ottenendo un valore di 5,390±0,03 mas. Se vogliamo tenere per buono quest'ultimo valore, che è quello ottenuto con strumenti più moderni, allora, alla distanza di 11,406 anni luce, misurata da Hipparcos, questo diametro angolare corrisponde a un raggio di 2,026±0,014 R⊙. Si può osservare che Procione, pur essendo meno massiccia di Sirio (1,48 M⊙ contro 2,15 M⊙), ha un raggio maggiore (2,03 R⊙ contro 1,88 R⊙). Questo fatto è probabilmente un indizio del suo stato evolutivo.
Assumendo una massa di 1,430±0,034 M⊙ e un raggio di 2,026±0,014 R⊙, Chiavassa e colleghi (2012), hanno ricavato una gravità superficiale log g = 4,01±0,03. La buona qualità dei valori calcolati di massa e raggio è confermata dal fatto che misurazioni indipendenti della gravità superficiale, derivate dalla conformazione delle linee del magnesio, hanno dato risultati compatibili, di poco superiori a log g = 4. Ad esempio, due studi del 2000 hanno stimato la gravità superficiale di Procione, rispettivamente, log g = 4,02 e log g = 4,04.

#### Luminosità, metallicità e velocità di rotazione

Procione osservata tramite un piccolo telescopio.

Avendo misurazioni abbastanza precise della temperatura e del raggio di Procione, è possibile avere dati relativamente affidabili anche riguardo alla sua luminosità assoluta: Steffen (1985) deduce una luminosità di 7,12±1,0 L⊙ e tutte le misurazioni successive non si discostano molto da questo valore. La temperatura superficiale misurata da Allende Prieto e colleghi (2002) (6530±49 K) e il raggio misurato da Kervella e colleghi (2004) (2,048±0,025 R⊙), allora la luminosità assoluta di Procione risulta essere 6,84±0,37 L⊙, mentre misurazioni effettuate tramite il satellite Gaia negli anni 2020 indicano un valore di 7,049±0,064 L⊙. Una tale luminosità risulta molto elevata per la classe spettrale cui appartiene. Infatti una stella di sequenza principale di massa 1,478 M⊙ dovrebbe avere una luminosità compresa fra 3,9 e 4,6 L⊙, poco più della metà della luminosità di Procione. Questo fatto dà ulteriori informazioni circa lo stato evolutivo della stella.
Al fine di stabilire un modello adeguato di Procione A è necessario anche calcolare la sua metallicità, ossia l'abbondanza di elementi più pesanti dell'idrogeno e dell'elio. Sebbene non ci sia perfetto accordo fra le varie misurazioni, esse indicano tutte una metallicità vicina a quella solare. Le dieci misurazioni successive al 1995 elencate da SIMBAD variano da [Fe/H]= −0,06 a [Fe/H]=0,04. Ciò significa che queste misurazioni stimano la metallicità di Procione A compresa fra l'87% e il 109% di quella del Sole. Allende Prieto e colleghi (2002), con uno studio basato sull'analisi delle linee Fe I e Fe II ottengono una metallicità [Fe/H] = −0,05±0,03, mentre C. Soubiran e colleghi nel 2024 riportano un valore preso dalla letteratura di [Fe/H] = −0,02±0,02 che corrisponde a un valore compreso fra il 91% e il 100% dell'abbondanza di metalli solare.
La velocità di rotazione di Procione, proiettata sul piano della nostra visuale, è piuttosto bassa. Gray (1981) ha calcolato un valore di v × sin i (ove i è l'inclinazione dell'asse di rotazione della stella rispetto alla nostra linea di vista) di 2,8±0,3 km/s. Misurazioni successive, benché fra loro non completamente coincidenti, confermano la non elevata velocità di rotazione: Benz e Mayor (1984) hanno misurato un valore di v × sin i pari a 4,5±1,1 km/s, confermato poi da Fekel (1997). Infine Allende Prieto e colleghi (2002), sempre basandosi sull'analisi delle linee del ferro neutro e ionizzato una volta, ricavano un valore di 3,16±0,50 kms/s. Il fatto che la velocità di rotazione di Procione A ci appaia così bassa non ci dice nulla sulla reale velocità in cui la stella ruota finché non viene determinato il valore di i: se l'asse di rotazione dovesse essere molto inclinato rispetto alla nostra linea di vista, allora il valore di sin i sarebbe molto vicino allo zero e quindi la velocità di rotazione reale molto più elevata dei valori misurati. Viceversa se l'asse di rotazione fosse perpendicolare o quasi rispetto alla nostra linea di vista, allora il valore sin i sarebbe molto vicino a 1 e quindi la velocità misurata sarebbe vicina a quella reale. Il valore di i non è stato ancora determinato con precisione. Arentoft e colleghi (2008) hanno tuttavia individuato un ciclo di variazione nella velocità radiale di Procione A della durata di 10,3±0,5 giorni. Essi attribuiscono tale ciclo alla presenza di regioni attive sulla superficie dell'astro, che appaiono e scompaiono in ragione della sua rotazione. Supponendo la presenza di due di tali regioni, in zone opposte del disco stellare, come spesso di verifica, si può pensare che Procione A ruoti in 20,6±1 giorni e che la sua velocità di rotazione all'equatore sia 5±0,5 km/s. In tal caso si ricaverebbe i= 39° ±  7°. Poiché non è implausibile supporre che l'asse di rotazione di Procione A sia perpendicolare al piano orbitale e poiché questo è inclinato 31°, ci si può aspettare che il valore di i sia vicino a 31°. Quindi un valore di 39° ± 7° è probabilmente abbastanza accurato.

#### Età e stato evolutivo

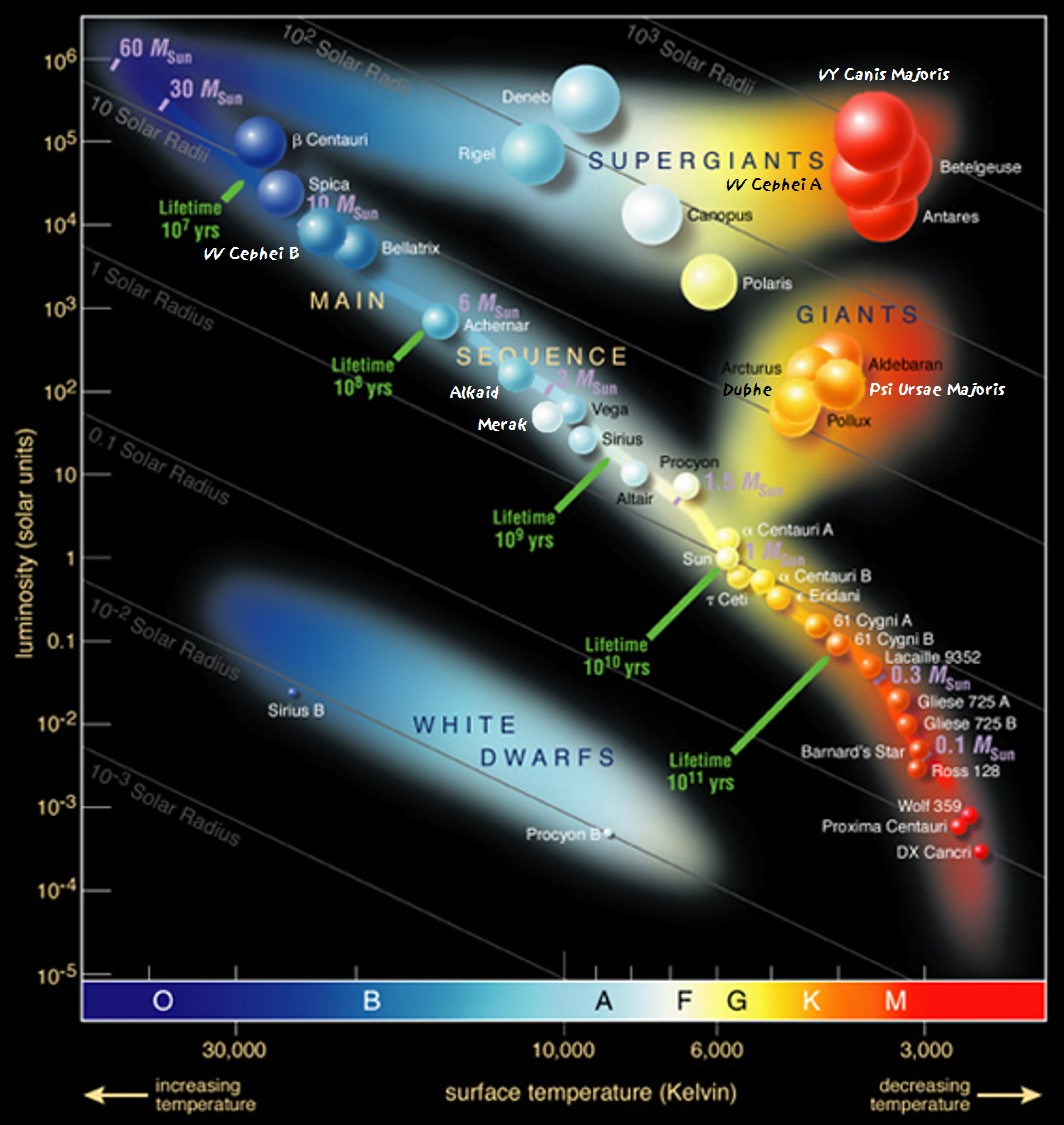
Posizione di Procione A, di Procione B e di altre stelle nel diagramma HR.

Mentre su molte proprietà di Procione, c'è un sostanziale accordo fra gli studiosi, riguardo all'età del sistema sono state avanzate stime molto diverse. Come si è detto, lo stato evolutivo di Procione A ha rappresentato un problema in quanto, data la massa stimata, la traccia evolutiva della stella non passava per la sua attuale posizione nel diagramma H-R. La correzione della massa calcolata da Girard e colleghi (2000) ha permesso di avanzare l'ipotesi che Procione abbia una età di 1,8 - 2 miliardi di anni e che si trovi alla fine della sua permanenza della sequenza principale. Kervella e colleghi (2004) hanno ricalcolato le possibili tracce evolutive di Procione, disponendo di maggiori dati rispetto a quelli degli studi precedenti. Essi confermano che probabilmente nel nucleo di Procione A stanno terminando le reazioni nucleari, ma ipotizzano una età compresa fra i 2,31 e i 2,71 miliardi di anni. Essi hanno trovato una conferma indipendente delle loro misurazioni: Provencial e colleghi (2002) ipotizzano Procione B sia diventata una nana bianca 1,7±0,1 miliardi di anni fa. Se si suppone che Procione A abbia 2,3 miliardi di anni e che le due stelle siano nate insieme nella stessa nube di gas, allora la progenitrice di Procione B ha avuto una vita di circa 600 milioni di anni. Ciò induce a pensare che avesse una massa di circa 2,5 M☉. Stelle di questa massa, hanno un nucleo di 0,57 M☉. Poiché Procione B non è altro che il nucleo ormai inerte della sua progenitrice, questa nana bianca dovrebbe avere una massa simile a quella di tale nucleo. Le stime della massa di Procione B sono in effetti vicine a tale valore.
Liebert e colleghi (2013) arrivano invece a conclusioni alquanto diverse. Assumendo una massa di 1,48 M⊙ e usando un nuovo codice per le tracce evolutive delle stelle, che tiene conto di molteplici parametri, deducono una età di 1,87±0,13 miliardi di anni, quindi molto inferiore a quella stimata da Karvella e colleghi. Questo dato non sembra in accordo con la massa e la temperatura di Procione B, ma Liebert e colleghi affermano che, poiché la nana bianca appartiene a una rara classe spettrale, le stime sulla sua età sono probabilmente falsate. Tenendo conto del fatto che il nucleo di Procione B contiene probabilmente ossigeno, oltre che carbonio, il team di studiosi deducono che Procione B ha raggiunto lo stadio di nana bianca 1,19±0,11 miliardi di anni fa. Si tratta di un valore anche in questo caso molto più basso di quelli stimati in precedenza.
Howard E. Bond e colleghi affermano nel loro studio un valore iniziale di B più basso, compreso tra 1,8 e 2,2 M⊙, poiché una progenitrice con massa 2,5 volte quella del Sole avrebbe dovuto lasciare una nana bianca di almeno 0,69 masse solari, e 2,2 masse solari sono anche in linea con la stima della permanenza in sequenza principale della progenitrice di B, che è stata di circa 1,33 miliardi di anni e un'età complessiva del sistema di 2,7 miliardi di anni.
Lo stato evolutivo di Procione A alla fine della sua permanenza nella sequenza principale spiega la sua classificazione ibrida: essa è posta a metà strada fra la classe di Yerkes V, a cui vengono ascritte le stelle di sequenza principale, e quella IV, a cui vengono ascritte le stelle subgiganti. Procione A ha dunque iniziato la propria espansione che la porterà a diventare nei prossimi 10-100 milioni di anni una gigante rossa di dimensioni da 80 a 150 volte quelle attuali. Questo spiega il suo raggio elevato e la sua luminosità più alta del normale. Il suo destino finale è di diventare una nana bianca come la compagna, anche se avente una massa minore.

### Procione B
Procione B è la seconda nana bianca più vicina al sistema solare, dopo Sirio B. Come si è detto, le stime riguardanti la sua massa variano da 0,57 a 0,60 M⊙, il che rende Procione B decisamente meno massiccia di Sirio B che ha una massa pari a 1,03 M⊙; tuttavia, per le proprietà della materia degenere, Procione B risulta più grande di Sirio B, con un raggio stimato di circa 8574 ± 222 km contro i 5 846 ± 174 km di Sirio B. Il confinamento di una massa equivalente a più della metà di quella del Sole in un volume di poco superiore a quello della Terra (per l'esattezza il raggio di Procione B è pari a 1,35 R⊕) comporta una densità molto elevata, circa un terzo di tonnellata per centimetro cubo, comunque meno elevata di quella di Sirio B che raggiunge le 1,6 tonnellate per centimetro cubo. Un piccolo raggio e una grande massa implicano una elevata gravità superficiale: Provencal e colleghi (2002) stimano che quella di Procione B sia pari a log g= 8,0. Poiché la gravità superficiale della Terra è log g= 2,99, ciò significa che la gravità superficiale della nana bianca è circa 100 000 volte superiore a quella del nostro pianeta.
La temperatura superficiale di Procione B, pari a 7740±50 K, la rende meno calda di Sirio B, che ha temperatura superficiale pari a 24790±100 K. Questo dipende dal fatto che Procione B è più vecchia di Sirio B e ha quindi avuto maggiore tempo a disposizione per raffreddarsi. Come si è detto, la progenitrice di Procione B ha concluso la sua esistenza 1,7±0,1 miliardi di anni fa, mentre quella di Sirio B 125 milioni di anni fa. La progenitrice di Sirio B era anche notevolmente più massiccia di quella di Procione B: mentre la prima era probabilmente una stella di classe spettrale B4 o B5 con una massa di circa 5 M⊙, la seconda era una più modesta stella di 2,5 M⊙, appartenente alle ultime sottoclassi della classe B o alle prime della classe A.
Holberg e colleghi (2002) classificano Procione B come appartenente alla classe spettrale DA4. Essa quindi apparterrebbe al tipo più comune di nane bianche, il cui spettro presenta le righe dell'idrogeno, ma non quelle dell'elio e dei metalli. Provencal e colleghi (2002) invece, utilizzando lo spettrografo del telescopio spaziale Hubble (STIS), arrivano alla conclusione che appartenga alla rara classe spettrale DQZ: ciò significa che nel suo spettro sono presenti le linee del carbonio e di altri metalli (per esempio, magnesio, calcio e potassio), ma non quelle della serie di Balmer dell'idrogeno. Provencal e colleghi (2002) ne concludono che l'atmosfera di Procione B è dominata dall'elio, che costituisce l'elemento di gran lunga più abbondante. Seguono l'idrogeno (10 000 volte meno abbondante dell'elio), il carbonio (circa 300 000 volte meno abbondante), il magnesio (1010,4 volte meno abbondante) e il ferro (1010,7 volte meno abbondante).
Provencal e altri (2002) ritengono che il particolare spettro di Procione B dipenda dalla vicinanza di Procione A: il magnesio, il calcio e il ferro presenti nell'atmosfera sarebbero originati dal vento stellare della principale che contamina l'atmosfera della nana bianca. L'accrescimento di Procione B a causa del vento stellare di Procione A è calcolato essere nell'ordine di 2×10−19 M⊙ all'anno (circa 400 milioni di tonnellate all'anno).
Come in tutte le nane bianche, lo strato superficiale di elio di Procione B è molto sottile: al di sotto di tale strato, il nucleo dell'astro è costituito dal carbonio inerte frutto della fusione dell'elio nella stella progenitrice. Tale nucleo sta piano piano cedendo il calore residuo allo spazio circostante. Il raffreddamento delle nane bianche è tuttavia un processo estremamente lento a causa della piccola superficie di questi astri, sicché Procione B diventerà una nana nera solo fra parecchi miliardi di anni.

## Altre caratteristiche

### Corona e emissione di raggi X

Procione

Le stelle con masse comprese fra 0,3 e 1,5 M⊙ presentano una zona perinucleare in cui l'energia termica viene trasferita tramite irraggiamento e una zona superficiale in cui l'energia viene trasferita mediante convezione. Nelle stelle con massa superiore a 1,5 M⊙ le due zone sono invertite: esse presentano una zona convettiva in prossimità del nucleo e una zona radiativa superficiale. È noto che solo nelle stelle che presentano una zona convettiva in superficie si origina una corona, essendo essa legata al magnetismo causato dal movimento degli strati superficiali della stella. Avendo una massa compresa fra 1,4 e 1,5 M⊙, Procione A si trova proprio a ridosso del limite a partire dal quale le stelle modificano la loro struttura. Lo studio della sua corona è quindi particolarmente interessante. In particolare si ritiene che Procione A abbia una zona convettiva superficiale particolarmente sottile in quanto l'alta temperatura degli strati immediatamente sottostanti la superficie rende già in questa zona il trasporto di energia termica tramite irraggiamento più efficiente rispetto al trasporto tramite convezione.
Lo studio della corona di Procione è stato possibile solo dopo il lancio di satelliti con telescopi sensibili ai raggi X visto che essi vengono fermati dall'atmosfera terrestre. Tuttavia i tentativi di rilevare emissioni di raggi X provenienti da Procione sono falliti fino al 1975. Osservazioni approfondite di Procione furono condotte alla fine degli anni settanta dai satelliti Copernico e TD-1A. Una fonte di raggi X associata a Procione fu osservata il 1º aprile 1979 tramite l'High Resolution Imaging camera dell'Osservatorio Einstein. Tale fonte era collocabile a circa 4" a sud di Procione A, al limite del cerchio di confidenza del 90%, indicando così una probabile identificazione con Procione A piuttosto che con Procione B, essendo quest'ultimo posizionato a 5" a nord di Procione A e, quindi, a circa 9" dalla fonte.
In seguito, dati questi risultati e data la sua luminosità, Procione A è stato uno degli oggetti di osservazione privilegiati dei principali telescopi spaziali sensibili ai raggi X che sono stati lanciati in orbita. Schmitt e colleghi (1996) hanno utilizzato il telescopio spaziale Extreme Ultraviolet Explorer per l'osservazione di Procione, e in particolare per osservare le righe del ferro altamente ionizzato Fe X e Fe XIV (cioè ionizzato, rispettivamente, nove e tredici volte). La loro conclusione è che la corona di Procione, per densità e per temperatura, ha molte somiglianze con quella delle regioni attive della corona solare. Essi stimano che la temperatura media si aggiri intorno a 1,58 milioni di K e che non esista quantità significativa di plasma con temperatura superiore ai 6 milioni di K. La densità media si aggira intorno ai 3 × 109 elettroni per centimetro cubo (in linea con quella della corona solare), mentre il volume totale della corona è supposto essere 5×1016 km³. Ipotizzando che i raggi X siano emessi da archi coronali di plasma magneticamente confinato, il team di studiosi ritiene che tali archi ricoprano circa il 20% della superficie della stella e che si estendano fino a un'altezza media di 20000 km.
Gli studi successivi hanno sostanzialmente confermato queste ipotesi. Ness e colleghi (2001) utilizzano le osservazioni dei telescopi spaziali Chandra e XMM-Newton e hanno analizzato le righe del carbonio ionizzato quattro volte (C V), dell'azoto ionizzato cinque volte (N VI) e dell'ossigeno ionizzato sei volte (O VII). Tali righe compaiono quando il plasma raggiunge temperature comprese fra 1 e 2 milioni di K. La densità elettronica del plasma è risultata compresa fra (0,1 e 1)×1010 cm−3, del tutto compatibile con quella delle regioni attive del Sole. A risultati simili giungono Pinfield e colleghi (2001), analizzando la riga del ferro ionizzato dieci volte (Fe XI). Il lavoro di Raassen e colleghi (2002) rappresenta il più approfondito studio di Procione A ai raggi X finora compiuto: essi si sono basati sulle osservazioni dei telescopi spaziali Chandra e XMM-Newton per analizzare diverse righe spettrali di vari elementi altamente ionizzati (zolfo, carbonio, argon, magnesio, nichel, silicio e ferro). I loro risultati non hanno riservato tuttavia grandi sorprese: la temperatura dei vari elementi è supposta essere compresa fra 1 e 3 milioni di K e non c'è alcuna indicazione di plasma con temperature uguali o superiori a 4 milioni di K, mentre il volume della corona è ipotizzato essere pari a 4,1×1035 km³, notevolmente più esteso di quello calcolato da Schmitt e colleghi (1996). La corona di Procione inoltre non sembra presentare variabilità, né zone più attive delle altre.
Si può concludere che, nonostante la struttura di Procione sia diversa da quella del Sole, con una zona convettiva più sottile, le corone delle due stelle non presentano differenze sostanziali. L'unico studio che ipotizza una marcata dissimilarità fra la corona solare e quella di Procione A è Schrijver e Haisch (1996). I due studiosi ipotizzano che nel passaggio fra le stelle di classe G0 e quelle di classe F0, gli archi coronali si aprano sempre più fino a puntare verso il mezzo interstellare. Da un lato questo cambiamento spiegherebbe l'esistenza di corone nelle stelle di classi G, K e M perché esse si originerebbero solo quando gli archi coronali sono presenti. Dall'altro tale ipotesi renderebbe conto della notevole perdita di massa dovuta al vento stellare nelle stelle di tipo F0 o più calde: aprendosi, gli archi coronali convoglierebbero maggiore materiale verso lo spazio interstellare invece di riportarlo verso la stella. Essendo di classe spettrale F5, Procione A sarebbe in una situazione ibrida, con alcuni archi coronali aperti e altri chiusi. Tuttavia questa ipotesi non ha trovato conferme negli studi successivi.

### Controversia sulle oscillazioni

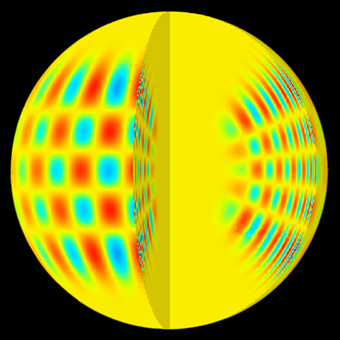
Immagine elaborata al computer che mostra l'andamento di un'onda acustica sia sulla superficie che nell'interno di una stella.

Nel Sole si propagano onde di pressione generate probabilmente dalle turbolenze esistenti nella zona convettiva sotto la superficie dell'astro. Esse sono poi trasmesse fino alla superficie della nostra stella, dove diventano osservabili mediante l'effetto Doppler da esse provocato oppure mediante lievi oscillazioni nella luminosità dell'astro. L'eliosismologia si occupa di studiarle e di cercare di inferire sulla base di esse delle informazioni sulla struttura interna del Sole. Tali onde dovrebbero essere individuabili anche nelle stelle di massa medio-piccola, che presentano una zona convettiva superficiale, e quindi anche in Procione A.
Brown e colleghi (1991) è il primo studio che ha ipotizzato che la presenza di alcune oscillazioni nella velocità radiale di Procione fossero probabilmente imputabili alla presenza di onde di pressione, simili a quelle che esistono nel Sole. In seguito a studi come questo, si decise nel giugno 2004 di utilizzare il telescopio spaziale MOST per monitorare Procione A per un periodo di 32 giorni, allo scopo di rilevare la presenza delle oscillazioni nella luminosità della stella e tentare delle misurazioni astrosismologiche. Dal momento che non fu individuata alcuna oscillazione, Matthwes e colleghi (2004) conclusero che la teoria delle oscillazioni stellari necessitasse di revisione. Tuttavia Bedding e colleghi (2005) argomentarono che questa "non-individuazione" non era sorprendente: da un lato le osservazioni dalla Terra della velocità radiale dell'astro avevano già confermato che Procione A avesse oscillazioni con ampiezza minore di quanto teoricamente previsto, dall'altra la stessa teoria prevedeva oscillazioni di ampiezza inferiore alla sensibilità del MOST. Bouchy e colleghi (2004) sostennero le stesse conclusioni, affermando che in realtà Procione A presentava oscillazioni, anche se inferiori a quelle teoricamente previste. Régulo e Roca Cortés (2005) e Marchenko (2008) hanno rianalizzato i dati provenienti dal MOST e hanno sostenuto, seppur prudentemente, che in realtà erano individuabili delle oscillazioni causate dalle onde acustiche che interessano le zone superficiali della stella. Tuttavia Baudin e colleghi (2008) rianalizzando gli stessi dati sono giunti a conclusioni opposte, ribadendo la conclusione di Matthwes e colleghi (2004) che i dati del MOST non indicavano alcuna oscillazione.
Nel frattempo tuttavia Procione era stato fatto oggetto di altre campagne di osservazioni volte a rilevare la presenza di eventuali onde sonore. Misurazioni fotometriche condotte dal satellite Wide field Infrared Explorer (WIRE) della NASA tra il 1999 e il 2000 hanno permesso a Bruntt e colleghi (2005) di concludere che le onde sonore erano effettivamente presenti: la loro durata era mediamente 1 giorno, la loro frequenza media era circa 1 millesimo di Hertz (mHz, cioè un picco ogni 16 minuti e mezzo circa) e la loro ampiezza era 8,5±2 ppm (cioè la luminosità della stella variava a causa di tali oscillazioni dello 0,000085%). Inoltre essi riscontrarono la presenza di granulazione fotosferica (segni di convezione appena sotto la superficie stellare).
Una seconda campagna di osservazioni effettuata dal MOST nel 2007 da D. B. Guenther e colleghi ha dato risultati differenti dalla prima: sebbene le oscillazioni di luminosità fossero inferiori a quelle che ci si aspetterebbe sulla base del calcolo delle velocità radiali, esse sono risultate effettivamente osservabili. Inoltre i dati hanno confermato che la frequenza delle oscillazioni era mediamente circa 1 mHz, come già Bruntt e colleghi (2005) avevano concluso sulla base delle osservazioni del WIRE. Guenther e colleghi (2008) non sono stati però in grado di estrarre le frequenze delle singole oscillazioni.
Mentre si accendeva la discussione sulle misure fotometriche operate dai satelliti, le misurazioni da Terra delle oscillazioni nella velocità radiale della stella hanno condotto a nuovi risultati. In particolare si è cominciato a distinguere le singole onde e i singoli modi di oscillazione. Essi sono probabilmente, come nel Sole, moltissimi (milioni) ed è stato possibile cominciare a discernere solo quelli principali. Uno dei primi tentativi è stato quello di Martić e colleghi (2004), che hanno identificato 45 modi di oscillazione aventi frequenze comprese fra 0,3 e 1,5 mHz (cioè un picco ogni 11-55 minuti). La differenza media fra le frequenze di due singoli modi di oscillazione è risultata inoltre essere circa 55 μHz (microHertz, cioè milionesimi di Hertz). Altri contributi in questo senso sono venuti da Eggenberger e colleghi (2004) e da Leccia e colleghi (2007). Questi ultimi, in particolare, hanno individuato 11 differenti modi di oscillazione con frequenze comprese fra 0,5 e 1,4 mHz e hanno confermato che la distanza media fra le frequenze di due differenti modi di oscillazione si aggira intorno a 55 μHz. Sulla base dei loro dati risulta che la zona convettiva di Procione A dovrebbe essere profonda l'8% del suo raggio. Le ampiezze delle oscillazioni inoltre sono circa il doppio di quelle solari e la durata di un modo di oscillazione è circa due giorni.
I successi parziali di questi studi hanno indotto a condurre una vasta campagna osservativa, la più grande intrapresa nella rilevazione delle oscillazioni nella velocità radiale di una stella dovute alla presenza di onde acustiche. Essa si è svolta nel 2007 sfruttando le osservazioni di 11 diversi telescopi e ha coinvolto un team formato da più di 40 studiosi. I risultati sono stati raccolti in due studi: Arentoft e colleghi (2008) e Bedding e colleghi (2010). La frequenza media delle oscillazioni è stata confermata essere vicina a 1 mHz (0,9 mHz, per l'esattezza) e la loro ampiezza circa due volte quella delle oscillazioni solari; la durata dei singoli modi di oscillazione si attesta intorno a 1,3 giorni, significativamente minore di quella del Sole, che è di 2-4 giorni. Lo studio ha permesso di individuare 55 modi di oscillazione con frequenze comprese fra 0,331 e 1,375 mHz.
I tentativi di elaborare un modello che spieghi questi risultati sono ancora incerti. Bonanno e colleghi (2007) ipotizzano che anche Procione A presenti, come il Sole, una rotazione differenziale, nonostante la sua zona convettiva sia più sottile: in particolare la velocità angolare sarebbe maggiore all'equatore rispetto ai poli della stella e sotto la superficie rispetto alla superficie stessa. Tuttavia sia Bonanno e colleghi (2007) che Provost e colleghi (2006) concordano riguardo al fatto che per costruire modelli più accurati di Procione A sarebbero richieste osservazioni astrosismologiche più precise, con un margine di errore di pochi miliardesimi di Hertz.

### Variabilità
Procione A è una sospetta variabile. A volte essa è stata accomunata alle variabili della classe BY Draconis. Tuttavia questo accostamento è abbastanza strano visto che le variabili di questo tipo sono di solito stelle di sequenza principale appartenenti alle classi K e M, mentre Procione A è una stella molto più calda che sta uscendo dalla sequenza principale.

## Luminosità apparente comparata nel tempo

La luminosità di alcune delle stelle più luminose nell'arco di 200 000 anni.

La velocità radiale di Procione è −4,5 km/s. Ciò significa che Procione sta avvicinandosi al sistema solare e che di conseguenza la sua luminosità apparente è destinata ad aumentare nei prossimi millenni. In particolare, Procione continuerà ad avvicinarsi per i prossimi 35 000 anni circa, al termine dei quali la stella si troverà a 11 al dalla Terra (circa mezzo anno luce più vicina di quanto non sia ora) e brillerà con una magnitudine apparente di +0,32 (contro gli +0,34 attuali). A quel punto si invertirà il moto relativo di Procione rispetto al Sole, la stella comincerà ad allontanarsi e la sua luminosità apparente comincerà lentamente a declinare. Fra circa 40 000 anni Altair, che invece starà ancora avvicinandosi alla Terra, supererà Procione in luminosità. Al contrario, Arturo e α Centauri, attualmente più brillanti di Procione, subiranno un declino di luminosità più repentino di Procione, sicché quest'ultima finirà per superarle in termini di luminosità apparente fra circa, rispettivamente, 65 000 e 70 000 anni.
La tabella sottostante riporta i valori della magnitudine apparente per le stelle esaminate nel grafico, con un campionamento di 25 000 anni; il grassetto indica la stella più luminosa nel periodo indicato.
| Anni     | Sirio | Canopo | α Centauri | Arturo | Vega  | Procione | Altair |
| -------- | ----- | ------ | ---------- | ------ | ----- | -------- | ------ |
| −100 000 | −0,66 | −0,82  | 2,27       | 0,88   | 0,33  | 0,88     | 1,69   |
| −75 000  | −0,86 | −0,80  | 1,84       | 0,58   | 0,24  | 0,73     | 1,49   |
| −50 000  | −1,06 | −0,77  | 1,30       | 0,30   | 0,17  | 0,58     | 1,27   |
| −25 000  | −1,22 | −0,75  | 0,63       | 0,08   | 0,08  | 0,46     | 1,03   |
| 0        | −1,43 | −0,72  | −0,21      | −0,02  | 0,00  | 0,37     | 0,78   |
| 25 000   | −1,58 | −0,69  | −0,90      | 0,02   | −0,08 | 0,33     | 0,49   |
| 50 000   | −1,66 | −0,67  | −0,56      | 0,19   | −0,16 | 0,32     | 0,22   |
| 75 000   | −1,66 | −0,65  | 0,30       | 0,45   | −0,25 | 0,37     | −0,06  |
| 100 000  | −1,61 | −0,62  | 1,05       | 0,74   | −0,32 | 0,46     | −0,31  |

## Il cielo visto da Procione
Un ipotetico osservatore situato su un eventuale pianeta in orbita attorno a Procione vedrebbe il cielo leggermente diverso da quello osservabile dalla Terra, in quanto le distanze dal sistema solare di alcune delle stelle più vicine visibili dal nostro pianeta differiscono in maniera sostanziale rispetto a quelle che le separano da Procione.
La stella più luminosa da una delle due componenti del sistema sarebbe in ogni caso la compagna: se Procione dalla nana bianca brillerebbe di magnitudine −24, quest'ultima dalla principale sarebbe comunque più luminosa della Luna piena vista dalla Terra (−13,4). Sirio è il sesto sistema in assoluto più vicino a Procione, trovandosi a 5,2 anni luce, e sarebbe più luminoso che visto dalla Terra, con una magnitudine di −2,50. Per la maggior parte, le altre stelle molto luminose visibili dalla Terra non cambierebbero di molto la loro magnitudine, salvo α Centauri, che sarebbe di seconda magnitudine, e Vega e Altair, rispettivamente 0,7 e 1 magnitudine più deboli che viste dalla Terra. Viceversa, Polluce, distante 24 anni luce, apparirebbe relativamente più brillante rispetto a quanto non appaia dalla Terra e, con una magnitudine di 0,39, sarebbe (Procione B a parte) la sesta stella più luminosa del cielo. La stella di Luyten, che dista da Procione poco più di un anno luce, sarebbe visibile ad occhio nudo, ma apparirebbe piuttosto debole, con una magnitudine apparente di +4,6.
Il Sole, osservato da un ipotetico pianeta nel sistema di Procione, apparirebbe prospetticamente vicino ad Altair, nella costellazione dell'Aquila, con cui sarebbe confrontabile pure per luminosità, con una magnitudine +2,55.

## Nella cultura

### I nomi di Procione
Il nome Procione deriva dal greco antico πρό Κύων pro Kýon, "prima del Cane", per il fatto che precede Sirio (la "stella del Cane", così chiamata in quanto è la stella più luminosa del Cane Maggiore) durante la rotazione della sfera celeste a causa della rotazione della Terra sul proprio asse. Gli osservatori posti in vicinanza di 40° N vedono Procione sorgere dai 10 ai 15 minuti prima di Sirio. Ciò è vero nonostante che Procione abbia circa un'ora di ascensione retta maggiore rispetto a Sirio. Il fenomeno è dovuto al fatto che Procione possiede una declinazione più settentrionale rispetto a Sirio di 22°, il che fa sì che la stella dalle latitudini più settentrionali si levi prima sull'orizzonte rispetto ad essa.
Presso i Romani la stella era nota con la traduzione latina del nome greco, Antecanis; gli arabi la conoscevano invece come Al Shira ed Elgomaisa. Il primo nome deriva da الشعرى الشامية aš-ši‘ra aš-šamiyah, "il segno Siriano" (l'altro segno era Sirio); il secondo da الغميصاء al-ghumaisa’, "la donna dagli occhi annebbiati", in contrasto con العبور "la donna con gli occhi lacrimanti", ovvero Sirio. (Per raffronto, vedi Gomeisa)
Il nome moderno in arabo di Procione è غموص ghumūş, che significa "cagnolino"; in Cina è nota come 南河三S, nánhésānP, lett. "la Terza Stella del Fiume Meridionale".
Queste due "stelle del cane" sono menzionate nella letteratura sin dall'antichità ed erano venerate sia dai Babilonesi che dagli antichi Egizi. I primi chiamavano Procione con i nomi di Kakkab Paldara, Pallika o Palura, che significa "la stella dell'attraversamento della lontra", un titolo che fa evidentemente riferimento a un fiume nel cielo, cioè la vicina Via Lattea.

### Nella mitologia

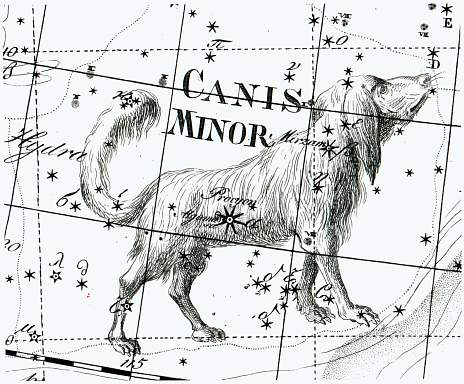
Il Cane Minore in Uranographia di Johann Bode. Sul suo corpo c'è la stella brillante Procione.

Le ragioni per cui il nome arabo al-ghumaisa’ è stato attribuito a Procione e il nome al-abur (che significa "colui che ha attraversato [un fiume]") è stato attribuito a Sirio, si sono perse nella notte dei tempi. Una fiaba araba cerca di spiegarne l'origine: Procione e Sirio erano due sorelle che avevano un fratello suhail, identificato con Canopo. Canopo corteggiava al-jauzah, una figura femminile identificata con la costellazione di Orione. Durante l'accoppiamento Canopo ruppe la colonna vertebrale di Orione, uccidendola. In seguito a ciò fuggì verso sud, seguito da sua sorella al-abur (Sirio), che nel suo viaggio attraversò il fiume, cioè la Via Lattea. Le due stelle infatti giacciono a sud della Via Lattea. Nella loro fuga lasciarono indietro, a nord della Via Lattea, l'altra sorella al-ghumaisa (Procione), piangente, finché i suoi occhi non si annebbiarono. Viene così spiegata l'etimologia di "al-ghumaisa". In un'altra versione della storia, fu al-jauzah (Orione) a respingere Canopo e a confinarlo oltre il fiume, mentre in un'altra ancora Sirio e Procione non sono sorelle di Canopo, ma Sirio diede la caccia a Canopo per avere ucciso Orione.
Dato che il Cane Minore è una costellazione piccola e che Procione è la stella di gran lunga preminente, spesso Procione è stato identificato con l'intera costellazione. Di conseguenza è stato variamente identificato con questo o quel cane mitologico: a volte con uno dei cani di Atteone, a volte con uno di quelli che accompagnavano Diana nella caccia, a volte ancora con la divinità egiziana Anubi, raffigurata come un cane. L'identificazione più comune è comunque con uno dei due cani che seguono il gigante Orione, vista la vicinanza di Procione con l'omonima costellazione. Ulteriori identificazioni sono quelle con Mera, il cane appartenuto a Icario e Erigone, con Argo, il cane di Ulisse, o con il cane favorito da Elena, da lei perduto presso l'Euripe e trasformato in una stella da Giove in seguito alle sue preghiere.

### Altro
Nel videogioco Il pianeta del tesoro: Battaglia su Procyon, una delle fazioni, i prokyoniani, proviene dal pianeta Laar, un pianeta ghiacciato, che, anche se nel gioco non è esplicitamente affermato, sembrerebbe orbitare intorno a Procione A.

### Testi generici
- (EN) D. Scott Birney, Guillermo González e David Oesper, Observational astronomy, 2ª ed., Cambridge, U. K., Cambridge University Press, 2006, ISBN 0-521-85370-2.
- (EN) E. O. Kendall, Uranography: Or, A Description of the Heavens; Designed for Academics and Schools; Accompanied by an Atlas of the Heavens, Philadelphia, Oxford University Press, 1845.
- (EN) John Gribbin, Mary Gribbin, Stardust: Supernovae and Life—The Cosmic Connection, Yale University Press, 2001, ISBN 0-300-09097-8.
- AA.VV, L'Universo - Grande enciclopedia dell'astronomia, Novara, De Agostini, 2002.
- J. Gribbin, Enciclopedia di astronomia e cosmologia, Milano, Garzanti, 2005, ISBN 88-11-50517-8.
- W. Owen, et al, Atlante illustrato dell'Universo, Milano, Il Viaggiatore, 2006, ISBN 88-365-3679-4.
- J. Lindstrom, Stelle, galassie e misteri cosmici, Trieste, Editoriale Scienza, 2006, ISBN 88-7307-326-3.

### Sulle stelle
- (EN) Richard Hinckley Allen, Canis Minor, The Lesser Dog, in I nomi delle stelle e i loro significati, New York, Dover Publications, 1963  [1889],  pp. 131–135.
- (EN) Martin Schwarzschild, Structure and Evolution of the Stars, Princeton University Press, 1958, ISBN 0-691-08044-5.
- (EN) Martha Evans Martin; Donald Howard Menzel, The Friendly Stars: How to Locate and Identify Them, Dover, Courier Dover Publications, 1964,  p. 147, ISBN 0-486-21099-5.
- R. J. Tayler, The Stars: Their Structure and Evolution, Cambridge University Press, 1994,  p. 16, ISBN 0-521-45885-4.
- (EN) David H. Levy; Janet A. Mattei, Observing Variable Stars, 2ª ed., Cambridge, Cambridge University Press, 1998,  p. 198, ISBN 0-521-62755-9.
- (EN) Cliff Pickover, The Stars of Heaven, Oxford, Oxford University Press, 2001, ISBN 0-19-514874-6.
- A. De Blasi, Le stelle: nascita, evoluzione e morte, Bologna, CLUEB, 2002, ISBN 88-491-1832-5.
- C. Abbondi, Universo in evoluzione dalla nascita alla morte delle stelle, Sandit, 2007, ISBN 88-89150-32-7.
- (EN) Fred Schaaf, The Brightest Stars: Discovering the Universe through the Sky's Most Brilliant Stars, John Wiley & Sons, Incorporated, 2008,  p. 288, ISBN 978-0-471-70410-2.

### Pubblicazioni scientifiche
- (EN) C. Allende Prieto, M. Asplund, R. García López e D. L. Lambert, Signatures of Convection in the Spectrum of Procyon: Fundamental Parameters and Iron Abundance, in The Astrophysical Journal, vol. 567, 2002,  pp. 544–565, Bibcode:2002ApJ...567..544A, DOI:10.1086/338248.
- (EN) T. Arentoft et al., A Multisite Campaign to Measure Solar-like Oscillations in Procyon. I. Observations, Data Reduction, and Slow Variations, in The Astrophysical Journal, vol. 687, 2008,  pp. 1180–1190, Bibcode:2008ApJ...687.1180A, DOI:10.1086/592040.
- (EN) W. Benz e M. Mayor, Photoelectric rotational velocities of late-type dwarfs, in Astronomy and Astrophysics, vol. 138, 1984,  pp. 183–188, Bibcode:1984A&A...138..183B.
- (EN) F. Baudin et al., Searching for p-modes in MOST Procyon data: another view, in Astronomy and Astrophysics, vol. 478, 2008,  pp. 461–465, Bibcode:2008A&A...478..461B, DOI:10.1051/0004-6361:20077683.
- (EN) T. R. Bedding, H. Kjeldsen, J. Reetz e B. Barbuy, Measuring stellar oscillations using equivalent widths of absorption lines, in Monthly Notices of the Royal Astronomical Society, vol. 280, 1996,  pp. 1155–1161, Bibcode:1996MNRAS.280.1155B.
- (EN) T. R. Bedding et al., The non-detection of oscillations in Procyon by MOST: Is it really a surprise?, in Astronomy and Astrophysics, vol. 432, 2005,  pp. L43-L48, Bibcode:2005A&A...432L..43B, DOI:10.1051/0004-6361:200500019.
- (EN) T. R. Bedding et al., A Multi-Site Campaign to Measure Solar-Like Oscillations in Procyon. II. Mode Frequencies, in The Astrophysical Journal, vol. 713, 2010,  pp. 935–949, Bibcode:2010ApJ...713..935B, DOI:10.1088/0004-637X/713/2/935.
- (EN) A. Bonanno, M. Küker e L. Paternò, Seismic inference of differential rotation in Procyon A, in Astronomy and Astrophysics, vol. 462, 2007,  pp. 1031–1037, Bibcode:2007A&A...462.1031B, DOI:10.1051/0004-6361:20065892.
- (EN) Howard E. Bond et al., Hubble Space Telescope astrometry of the Procyon system, in The Astrophysical Journal, n. 2, novembre 2015, DOI:10.1088/0004-637X/813/2/106.
- (EN) F. Bouchy et al., Oscillations on the star Procyon, in Nature, vol. 432, 2004,  p. 2, Bibcode:2004Natur.432....2B, DOI:10.1038/nature03165.
- (EN) F. Chiavassa et al., Three-dimensional interferometric, spectrometric, and planetary views of Procyon, in Astronomy & Astrophysics, vol. 540, 2012,  p. A5, Bibcode:2012A&A...540A...5C, DOI:10.1051/0004-6361/201118652.
- (EN) T. M. Brown, R. L. Gilliland, R. W. Noyes e L. W. Ramsey, Detection of possible p-mode oscillations on Procyon, in Astrophysical Journal, vol. 368, 1991,  pp. 599–609, Bibcode:1991ApJ...368..599B, DOI:10.1086/169725.
- (EN) H. Bruntt, H. Kjeldsen, D. L. Buzasi e T. R. Bedding, Evidence for Granulation and Oscillations in Procyon from Photometry with the WIRE Satellite, in The Astrophysical Journal, vol. 633, 2005,  p. 440, Bibcode:2005ApJ...633..440B, DOI:10.1086/462401.
- (EN) P. Eggenberger, F. Carrier, F. Bouchy e A. Blecha, Solar-like oscillations in Procyon A, in Astronomy and Astrophysics, vol. 422, 2004,  pp. 247–252, Bibcode:2004A&A...422..247E, DOI:10.1051/0004-6361:20040148.
- (EN) F. C. Fekel, Rotational Velocities of Late-Type Stars, in Publications of the Astronomical Society of the Pacific, vol. 109, 1997,  pp. 514–523, Bibcode:1997PASP..109..514F, DOI:10.1086/133908.
- (EN) K. Fuhrmann, M. Pfeiffer, C. Frank, J. Reetz e T. Gehren, The surface gravities of cool dwarf stars revisited, in Astronomy and Astrophysics, vol. 323, 1997,  pp. 909–922, Bibcode:1997A&A...323..909F.
- (EN) G. Gatewood e I. Han, An Astrometric Study of Procyon, in The Astronomical Journal, vol. 131, 2006,  pp. 1015–1021, Bibcode:2006AJ....131.1015G, DOI:10.1086/498894.
- (EN) R. Giacconi et al., The Einstein /HEAO 2/ X-ray Observatory, in Astrophysical Journal, vol. 230, 1979,  pp. 540–550, Bibcode:1979ApJ...230..540G, DOI:10.1086/157110.
- (EN) T. M. Girard et al., A Redetermination of the Mass of Procyon, in The Astronomical Journal, vol. 119, 2000,  pp. 2428–2436, Bibcode:2000AJ....119.2428G, DOI:10.1086/301353.
- (EN) D. F. Gray, A Fourier analysis of the spectral lines of Procyon, in Astrophysical Journal, vol. 251, 1981,  pp. 152–154, Bibcode:1981ApJ...251..152G, DOI:10.1086/159449.
- (EN) D. B. Guenther e P. Demarque, Evolution and seismology of Procyon, in Astrophysical Journal, vol. 405, 1993,  pp. 298–306, Bibcode:1993ApJ...405..298G, DOI:10.1086/172362.
- (EN) D. B. Guenther et al., The Nature of p-modes and Granulation in Procyon: New MOST Photometry and New Yale Convection Models, in The Astrophysical Journal, vol. 687, 2008,  pp. 1448–1459, Bibcode:2008ApJ...687.1448G, DOI:10.1086/592060.
- (EN) R. Hanbury Brown, J. Davis e L. R. Allen, The angular diameters of 32 stars, in Monthly Notices of the Royal Astronomical Society, vol. 167, 1974,  pp. 121–136, Bibcode:1974MNRAS.167..121H.
- (EN) J. B. Holberg et al., Sirius B: A New, More Accurate View, in The Astrophysical Journal, vol. 497, 20 aprile 1998,  pp. 935–942, Bibcode:1998ApJ...497..935H, DOI:10.1086/305489.
- (EN) J. B. Holberg, T. D. Oswalt e E. M. Sion, A Determination of the Local Density of White Dwarf Stars, in The Astrophysical Journal, vol. 571, 2002,  pp. 512–518, Bibcode:2002ApJ...571..512H, DOI:10.1086/339842.
- (EN) Matthew J. Holman e Paul A. Wiegert, Long-Term Stability of Planets in Binary Systems, in The Astronomical Journal, vol. 117, gennaio 1999,  pp. 621–628, DOI:10.1086/300695.
- (EN) A. W. Irwin et al., The orbit and mass of Procyon, in Astronomical Society of the Pacific Publications, vol. 104, 1992,  pp. 489–499, Bibcode:1992PASP..104..489I, DOI:10.1086/133022.
- (EN) R. D. Jeffries, On the initial-final mass relation and maximum mass of white dwarf progenitors, in Monthly Notices of the Royal Astronomical Society, vol. 288, 1997,  pp. 585–588, Bibcode:1997MNRAS.288..585J.
- (EN) H. L. Johnson, B. Iriarte, R. I. Mitchell e W. Z. Wisniewski, UBVRIJKL photometry of the bright stars, in Communications of the Lunar and Planetary Laboratory, vol. 4, 1966,  p. 99, Bibcode:1966CoLPL...4...99J.
- (EN) P. Kervella et al., The diameter and evolutionary state of Procyon A. Multi-technique modeling using asteroseismic and interferometric constraints, in Astronomy and Astrophysics, vol. 413, 2004,  pp. 251–256, DOI:10.1051/0004-6361:20031527.
- (EN) S. Leccia et al., Seismology of Procyon A: determination of mode frequencies, amplitudes, lifetimes, and granulation noise, in Astronomy and Astrophysics, vol. 464, 2007,  pp. 1059–1067, Bibcode:2007A&A...464.1059L, DOI:10.1051/0004-6361:20066369.
- (EN) J. Liebert et al., The Age and Progenitor Mass of Sirius B, in The Astrophysical Journal, vol. 630, n. 1, 2005,  pp. L69–L72, Bibcode:2005ApJ...630L..69L, DOI:10.1086/462419.
- (EN) J. Liebert et al., The Age and Stellar Parameters of the Procyon Binary System, in The Astrophysical Journal, vol. 769, n. 1, 2013,  pp. id. 7, Bibcode:2013ApJ...769....7L, DOI:10.1088/0004-637X/769/1/7.
- (EN) S. V. Marchenko, Recovery of p-modes in the combined 2004-2005 MOST observations of Procyon, in Astronomy and Astrophysics, vol. 479, 2008,  pp. 845–848, Bibcode:2008A%26A...479..845M, DOI:10.1051/0004-6361:20078426.
- (EN) M. Martić, J.-C. Lebrun, T. Appourchaux e S. G. Korzennik, p-mode frequencies in solar-like stars. I. Procyon A, in Astronomy and Astrophysics, vol. 418, 2004,  pp. 295–303, Bibcode:2004A&A...418..295M, DOI:10.1051/0004-6361:20034574.
- (EN) L. Mashonkina e T. Gehren, Barium and europium abundances in cool dwarf stars and nucleosynthesis of heavy elements, in Astronomy and Astrophysics, vol. 364, 2000,  pp. 249–264, Bibcode:2000A&A...364..249M.
- (EN) J. M. Matthews et al., No stellar p-mode oscillations in space-based photometry of Procyon, in Nature, vol. 430, 2004,  pp. 51–53, Bibcode:2004Natur.430...51M, DOI:10.1038/nature02671.
- (EN) R. Mewe et al., Detection of X-ray emission from stellar coronae with ANS, in Astrophysical Journal, vol. 202, 1975,  pp. L67-L71, Bibcode:1975ApJ...202L..67M, DOI:10.1086/181983.
- (EN) D. Mozurkewich et al., Angular diameter measurements of stars, in Astronomical Journal, vol. 101, 1991,  pp. 2207–2219, Bibcode:1991AJ....101.2207M, DOI:10.1086/115843.
- (EN) J.-U. Ness et al., Helium-like triplet density diagnostics. Applications to CHANDRA-LETGS X-ray observations of Capella and Procyon, in Astronomy and Astrophysics, vol. 367, 2001,  pp. 282–296, Bibcode:2001A&A...367..282N, DOI:10.1051/0004-6361:20000419.
- (EN) T. E. Nordgren, J. J. Sudol e D. Mozurkewich, Comparison of Stellar Angular Diameters from the NPOI, the Mark III Optical Interferometer, and the Infrared Flux Method, in Astronomical Journal, vol. 122, 2001,  pp. 2707–2712, Bibcode:2001AJ....122.2707N, DOI:10.1086/323546.
- (EN) D. J. Pinfield et al., Electron Densities in the Coronae of the Sun and Procyon from Extreme-Ultraviolet Emission Line Ratios in Fe XI, in The Astrophysical Journal, vol. 562, 2001,  pp. 566–574, Bibcode:2001ApJ...562..566P, DOI:10.1086/323465.
- (EN) J. L. Provencal, H. L. Shipman, D. Koester, F. Wesemael e P. Bergeron, Procyon B: Outside the Iron Box, in The Astrophysical Journal, vol. 568, n. 1, 2002,  pp. 324–334, Bibcode:2002ApJ...568..324P, DOI:10.1086/338769.
- (EN) J. Provost, G. Berthomieu, M. Martić e P. Morel, Asteroseismology and evolutionary status of Procyon A, in Astronomy and Astrophysics, vol. 460, 2006,  pp. 759–767, Bibcode:2006A&A...460..759P, DOI:10.1051/0004-6361:20065251.
- (EN) A. J. J. Raassen et al., High-resolution X-ray spectroscopy of Procyon by Chandra and XMM-Newton, in Astronomy and Astrophysics, vol. 389, 2002,  pp. 228–238, Bibcode:2002A&A...389..228R, DOI:10.1051/0004-6361:20020529.
- (EN) C. Régulo e T. Roca Cortés, Stellar p-mode oscillations signal in Procyon A from MOST data, in Astronomy and Astrophysics, vol. 444, 2005,  pp. L5-L8, Bibcode:2005A&A...444L...5R, DOI:10.1051/0004-6361:200500192.
- (EN) J. H. M. M. Schmitt, J. J. Drake, B. M. Haisch e R. A. Stern, A Close Look at the Coronal Density of Procyon, in Astrophysical Journal, vol. 467, 1996,  pp. 841–850, Bibcode:1996ApJ...467..841S, DOI:10.1086/177657.
- (EN) J. H. M. M. Schmitt, F. R. Harnden, R. Rosner, G. Peres e S. Serio, The X-ray corona of Procyon, in Astrophysical Journal, vol. 288, 1985,  pp. 751–755, Bibcode:1985ApJ...288..751S, DOI:10.1086/162843.
- (EN) C. J. Schrijver e B. Haisch, On the Coronal Field Topology in Warm Stars: Is Procyon a Warm Hybrid, in Astrophysical Journal Letters, vol. 456, 1996,  pp. L55-L58, Bibcode:1996ApJ...456L..55S, DOI:10.1086/309849.
- (EN) M. Steffen, A model atmosphere analysis of the F5 IV-V subgiant Procyon, in Astronomy and Astrophysics Supplement Series, vol. 59, 1985,  pp. 403–427, Bibcode:1985A&AS...59..403S.
- (EN) K. AA. Strand, The Orbit and Parallax of Procyon, in Astrophysical Journal, vol. 113, 1951,  pp. 1–20, Bibcode:1951ApJ...113....1S, DOI:10.1086/145373.
- (EN) G. Zhao e T. Gehren, Non-LTE analysis of neutral magnesium in cool stars, in Astronomy and Astrophysics, vol. 362, 2000,  pp. 1077–1082, Bibcode:2000A&A...362.1077Z.